# しずくん
しずくんは、静岡県のテレビ局・NHK静岡放送局のマスコットキャラクター。

## 概要
2005年、静岡放送局で地上デジタル放送を開始したときに採用されたキャラクター。

## 特徴
- のんびり屋で食いしん坊である。
- 身長が37.76cmと富士山の標高の1万分の1である。
- ピッパという赤いポシェットを持ち歩いている。
- 頭のアンテナでおいしい情報や楽しい情報をキャッチできる。
- 高い声でしゃべる事ができる。しかし一部で不評だったため無口になっている。
- 5色に変化することができる。

そら色 - 普段の状態。
葉っぱ色 - 睡眠時や気分のよい状態。
おひさま色 - 驚いた状態。
みかん色 - 空腹の状態。
もも色 - 満腹の状態。

## 静岡県内テレビ他局のマスコットキャラクター
- 静岡第一テレビ - なし（先代は「ダイちゃん、あいちゃん、デジ団」）
- 静岡放送 - なし
- テレビ静岡 - テレシーズ
- 静岡朝日テレビ - なし（先代は ココマル、デビマル ）